# Такаянаги, Масако
Масако (Соко) Такаянаги (яп. 吉田昌子, англ. Masako (Shoko) Takayanagi; р. 13 сентября 1954, Накацу, префектура Оита, Япония) — японская волейболистка, нападающая. Чемпионка летних Олимпийских игр 1976 года.

## Биография
В 1970—1973 Масако Такаянаги выступала за команду высшей школы префектуры Оита города Накацу, а в 1973 была принята в одну из лучших команд Японии «Хитати Мусаси», главным тренером которой работал наставник сборной Японии Сигэо Ямада и где вскоре была сконцентрирована значительная часть волейболисток национальной команды. В составе «Хитати» Такаянаги 5 раз становилась чемпионкой страны.
В 1976 Масако Такаянаги дебютировала в сборной Японии, приняв участие в монреальской Олимпиаде и выиграв с командой олимпийское «золото». В 1977 спортсменка стала обладательницей Кубка мира, а в 1978 — серебряным призёром чемпионата мира, проходившего в СССР. После этого Такаянаги завершила карьеру в сборной, а ещё через год оставила спорт.
Мужем Масако Такаянаги был Тосиаки Ёсида — главный тренер женской волейбольной сборной США в 2001—2004.

### Клубная карьера
- 1970—1973 —  «Накацу Оита хай скул» (Накацу);
- 1973—1979 —  «Хитати Мусаси» (Кодайра).

## Достижения

### Клубные
- 5-кратная чемпионка Японии — 1974—1978;
  - двукратный серебряный призёр чемпионатов Японии — 1973, 1979.

### Со сборной Японии
- Олимпийская чемпионка 1976.
- серебряный призёр чемпионата мира 1978.
- победитель розыгрыша Кубка мира 1977.

### Индивидуальные
- 1976 и 1977: по итогам чемпионатов Японии вошла в символическую сборную.